# 森岡敬一郎
森岡 敬一郎（もりおか けいいちろう、1922年9月9日 - 2020年7月29日）は、日本の西洋史学者。
慶應義塾大学・創価大学名誉教授。
イングランド中世制度史に関する論文・著作がある。

## 略歴
1947年慶應義塾大学文学部卒業。
1956年慶應義塾大学文学部 助教授、1959年ハーバード燕京研究所 Visiting Scholar、1965年から1988年慶應義塾大学文学部教授、1971年慶應義塾大学大学院研究科委員。 
1985年から1987年にかけて三田史学会会長。
1986年Royal Historical Society Fellow。
1988年慶應義塾大学名誉教授、創価大学文学部教授。1998年創価大学名誉教授など。

## 翻訳
- 『立憲主義 その成立過程』（C.H.McIlwain、慶応通信） 1966
- 『封建制度』（F・L・ガンスホーフ、慶応通信） 1968
- 『封建社会』全2巻（マルク・ブロック、共訳、みすず書房） 1973
- 『中世の形成』（R・W・サザーン、池上忠弘共訳、みすず書房） 1978
- 『社会学と歴史学』（ピーター・バーク、慶応通信） 1986
- 『中世の職人』（ジョン・ハーヴェー、原書房） 1986
- 『マグナ・カルタ』（J・C・ホルト、慶應義塾大学出版会） 2000
- 『中世ヨーロッパ騎士事典』（クリストファー・グラヴェット、日本語版監修、あすなろ書房、「知」のビジュアル百科） 2005
- 『古城事典』（クリストファー・グラヴェット、坂本憲一訳、日本語版監修、あすなろ書房、「知」のビジュアル百科） 2006

など。

## 論文
- 『「マグナ・カルタ」の研究』